# На завтрашней улице
«На завтрашней улице» — советский художественный фильм, поставленный режиссёром Фёдором Филипповым в 1965 году.

## Сюжет
Парторг Большаков (Георгий Куликов) приезжает на стройку  ГЭС и видит ужасные условия быта строителей. Первую ночь он проводит в палатке у бригадира Маркина (Владимир Высоцкий), где тот живёт вместе с семьёй. Позже Маркин отправляет жену с сыном и новорожденной дочерью со стройки туда, где есть нормальные условия для жизни.
Руководитель стройки Платонов (Владимир Самойлов) считает, что скоро все строители будут жить в коттеджах, а на время стройки простым рабочим комфорт не нужен, приводит им в пример героев первых строек и декабристов. Платонов грубо обрывает все инициативы пожилого главного инженера Степана Сократовича Толстопятова (Николай Барабанов), который не может привыкнуть к властной манере руководства Платонова.
Большаков вступает с Платоновым в дискуссию, принимая сторону подчинённых.
Рабочая стройки Настя (Люсьена Овчинникова) и её приятель шофёр Алексей (Николай Абрашин) держатся отдельно от коллектива, их считают пижонами, Настя демонстративно пьёт водку.
Платонов и Большаков идут вместе охотиться, на охоте между ними разгорается спор. Большаков считает, что людям десятилетиями обещали хорошую жизнь и сейчас время выполнять обещания, Платонов уверен, что жизнь наладится через двадцать лет, несогласные — калымщики и дезертиры.
Большаков получает ордер на коттедж и тут же просит переписать его на Маркина. Не посоветовавшись с Платоновым, парторг назначает партийное собрание, да ещё устраивает трансляцию собрания по радио. Среди докладчиков — Степан Сократович Толстопятов. Старый большевик говорит на собрании о важности хорошего настроения, о том, что грубость, чёрствость, равнодушие выбивают из колеи, что хорошие слова человеку при жизни нужнее, чем на похоронах, где все привыкли их говорить. В плохом настроении человеку не до работы. Завязывается спор о мещанстве и романтике, энтузиазме.
Настя и Алёша возвращаются на машине из театра, до которого они проехали 200 км, Насте спектакль понравился, Алексей говорит, что "мораль — выдумка человечества, а не вывод из жизненного опыта". Когда они добираются обратно до стройки, Настя танцует на большой высоте рискованный танец (отсылка к похожему эпизоду популярной картины 50-х "Высота", героиня которой тоже так танцевала). Узнав об этом, Платонов отдаёт распоряжение уволить Настю со стройки.
Большаков вступается за Настю, из разговора с ней он выясняет, что она сирота, потерявшая в годы войны обоих родителей, что хотела бы работать крановщицей. Большаков приводит Настю в бригаду Прасковьи Григорьевны (Валентина Березуцкая), но та в тот же день прогоняет девушку с работы, так как решила, что Настя пьяна. Но это не так, и Большаков уговаривает Прасковью дать девушке шанс.
Тем не менее, скоро Настя всё же снова выпивает. Заметив это, Большаков оставляет Настю ночевать у себя дома, даёт ей ключ от комнаты, чтобы девушка смогла запереться изнутри, а сам идёт ночевать к Степану Сократовичу.
Узнав о том, где ночевала Настя, Алексей ревнует. Он чувствует себя задетым и тогда, когда на стройку приезжают артисты и мим  Борис Амарантов показывает номер о водителе, которого погубила водка.
Конфликт между Платоновым и Большаковым разгорается. Большаков предлагает Платонову принять инженерное предложение Толстопятова по стройке. Платонов же и слышать ничего не хочет, намерен и вовсе отозвать с неё главного инженера. Большаков считает, что решая всё самостоятельно, Платонов плодит умственных тунеядцев. Платонов полагает, что Большаков лезет в его дела.
Маркин отмечает новоселье вместе с женой и бригадой. На банкете Платонов чувствует холод в отношениях с рабочими: жена Маркина отзывается о нём как о дорогом госте и всё же "своим" считает не его, а Большакова. Видит Платонов, как радостно встречают рабочие Степана Сократовича. Неприятной кажется угодливость Матвейчука (Савелий Крамаров). Стоит Платонову выйти покурить, как за столом ребята запевают весёлую песню.
Из-за подъёма воды на стройке случается авария, Алексей теряет свой МАЗ. Большаков проваливается в котлован с водой. Все бросаются спасать парторга.
Большаков простужен, Настя не пускает к нему Платонова, он видит, каким вниманием и заботой окружают парторга друзья.
Выздоровев, Большаков узнаёт, что Платонова вызвали в министерство в Москву, исполняющим обязанности он оставил вместо себя главного инженера Степана Сократовича.
Настя и Лёша мирятся.

## В ролях
- Георгий Куликов — Фёдор Сергеевич Большаков
- Владимир Самойлов — Александр Андреевич Платонов
- Николай Барабанов — Степан Сократович Толстопятов, главный инженер
- Люсьена Овчинникова — Настя (Настасья Фёдоровна Буланова)
- Николай Абрашин — Алексей Ребров, шофёр, друг Насти
- Николай Волошин — Эдуард Николаевич Заприводин, начальник основных сооружений строительства электростанции
- Савелий Крамаров — Матвейчук
- Евгений Тетерин — Родионов
- Владимир Высоцкий — Пётр Егорович Маркин
- Валентина Березуцкая — Прасковья Григорьевна, бригадир
- Борис Амарантов — мим

В эпизодах:

| - В. Абдулов - В. Васильева — Большакова - Е. Васильева — соседка Насти по общежитию, рабочая стройки - С. Ермилов - И. Кузнецов — таксист - И. Лопатин - Е. Муратова — член бригады Прасковьи Григорьевны - С. Николаев - Г. Ненашев - Э. Некрасова - Л. Ольшанская - В. Пешкин | - Алевтина Румянцева — Варя Маркина - П. Репнин - П. Суханов — рабочий на стройке - О. Ситко - В. Спирин - А. Титов - А. Ушаков - Н. Хангажиев - В. Хмара - О. Штода - Н. Эсадзе - Г. Ялович — сварщик - З. Степанова — секретарша Платонова (нет в титрах) |

## Съёмочная группа
- Автор сценария: Иван Куприянов
- Режиссёр-постановщик: Фёдор Филиппов
- Главный оператор: Игорь Черных
- Главный художник: Александр Мягков
- Композитор: А. Зацепин
- Звукооператор: Ю. Рабинович
- Дирижёр: В. Людвиковский
- Режиссёр: Е. Скачко
- Оператор: В. Абрамов
- Комбинированные съёмки:
  - оператор Г. Зайцев
  - художник С. Зябликов
- костюмы А. Докучаевой
- грим А. Масловой
- монтаж А. Белевцевой
- текст песен Л. Дербенева
- редакторы:
  - Э. Смирнов
  - О. Звонарева
- консультант: Л. Богач
- ассистенты режиссёра:
  - А. Жутаев
  - Ф. Халикова
  - М. Яндульский
- директора картины:
  - Л. Капилевич
  - В. Биязи

## Песни
Песни для фильма были написаны популярными авторами Александром Зацепиным и Леонидом Дербенёвым. Песня «Костёр на снегу» в исполнении Л. Мондрус. Частично прозвучала и песня Владимира Высоцкого «Нам говорят без всякой лести…».